# (6990) Toya
(6990) Toya est un astéroïde de la ceinture principale.

## Description
(6990) Toya est un astéroïde de la ceinture principale. Il fut découvert le 9 décembre 1994 à Oizumi par Takao Kobayashi. Il présente une orbite caractérisée par un demi-grand axe de 3,15 UA, une excentricité de 0,12 et une inclinaison de 2,9° par rapport à l'écliptique.

## Compléments